# Фудбалска репрезентација Никарагве
Фудбалска репрезентација Никарагве (шп. Selección de fútbol de Nicaragua) национали је фудбалски тим који представља Никарагву на међународним такмичењима; под управом је фудбалског савеза Никарагве (FFB), владајућег тела за фудбал у Никарагви. члан Централноамеричке фудбалске савеза КОНКАКАФа.
Никарагва је своју прву квалификацију за веће међународно такмичење остварила 2009. године, пошто се квалификовала за златни куп 2009. као последњи учесник из Централне Америке, након победе над Гватемалом 2:0 у мечу за пето место у Купу нација 2009. Међутим, тим се никада није пласирао на Светско првенство у фудбалу.
Због америчког утицаја кроз историју земље, бејзбол је пуно популарнији у Никарагви него фудбал.

## Историја
Никарагва је своју прву утакмицу играла у Салвадору против домаће репрезентације и изгубила је са 9:0, утакмица је одиграна 1. маја 1929. године. После тога нису играли више од дванаест година, све до квалификационе групе за шампионат Средње Америке и Кариба 1941. године у Костарики. Изгубили су све четири утакмице које су играли на том првенству: 7:2 од домаћина Костарике 10. маја, 8:0 од Салвадора 13. маја, 9:1 од Холандских Антила 15. маја и 5:2 од Панаме 18. маја. Првенство је завршила као последња у групи и није се пласирала у следећу фазу групу.

### Централноамерички куп
| Централноамерички куп учешћа | Централноамерички куп учешћа | Централноамерички куп учешћа | Централноамерички куп учешћа | Централноамерички куп учешћа | Централноамерички куп учешћа | Централноамерички куп учешћа | Централноамерички куп учешћа | Централноамерички куп учешћа | Централноамерички куп учешћа |
| Година                       | Коло                         | Позиција                     | Ута                          | П                            | Н                            | И                            | ГД                           | ГП                           |                              |
| ---------------------------- | ---------------------------- | ---------------------------- | ---------------------------- | ---------------------------- | ---------------------------- | ---------------------------- | ---------------------------- | ---------------------------- | ---------------------------- |
| Централноамерички куп 1991.  | Прелиминарна фаза            | 5.                           | 2                            | 0                            | 0                            | 2                            | 2                            | 5                            |                              |
| Централноамерички куп 1993.  | Прелиминарна фаза            | 5.                           | 2                            | 0                            | 0                            | 2                            | 0                            | 8                            |                              |
| Централноамерички куп 1995.  | Прелиминарна фаза            | 7.                           | 2                            | 0                            | 0                            | 2                            | 0                            | 7                            |                              |
| Централноамерички куп 1997.  | Прво коло                    | 6.                           | 2                            | 0                            | 0                            | 2                            | 2                            | 11                           |                              |
| Централноамерички куп 1999.  | Прво коло                    | 5.                           | 2                            | 0                            | 0                            | 2                            | 0                            | 2                            |                              |
| Централноамерички куп 2001.  | Прво коло                    | 7.                           | 3                            | 0                            | 0                            | 3                            | 2                            | 19                           |                              |
| Централноамерички куп 2003.  | Шести                        | 6.                           | 5                            | 1                            | 0                            | 4                            | 1                            | 11                           |                              |
| Централноамерички куп 2005.  | Пети                         | 5.                           | 3                            | 1                            | 0                            | 2                            | 2                            | 9                            |                              |
| Централноамерички куп 2007]] | Шести                        | 6.                           | 4                            | 1                            | 0                            | 3                            | 6                            | 14                           |                              |
| Централноамерички куп 2009.  | Пети                         | 5.                           | 4                            | 1                            | 2                            | 1                            | 5                            | 6                            |                              |
| Централноамерички куп 2011.  | Шести                        | 6.                           | 4                            | 0                            | 1                            | 3                            | 2                            | 7                            |                              |
| Централноамерички куп 2013.  | Седми                        | 7.                           | 3                            | 0                            | 1                            | 2                            | 2                            | 5                            |                              |
| Централноамерички куп 2014.  | Шести                        | 6.                           | 3                            | 0                            | 0                            | 3                            | 0                            | 6                            |                              |
| Централноамерички куп 2017.  | Пети                         | 5.                           | 5                            | 1                            | 1                            | 3                            | 5                            | 6                            |                              |
| Укупно                       | Пети                         | 14/14                        | 44                           | 5                            | 5                            | 34                           | 29                           | 116                          |                              |